# Nálhúshnjúkar
Nálhúshnjúkar är en bergstopp i republiken Island. Den ligger i regionen Austurland, 300 km öster om huvudstaden Reykjavík. Toppen på Nálhúshnjúkar är 1 214 meter över havet, eller 282 meter över den omgivande terrängen. Bredden vid basen är 2,8 km.
Trakten runt Nálhúshnjúkar är nära nog obefolkad, med mindre än två invånare per kvadratkilometer. Det finns inga samhällen i närheten. Trakten runt Nálhúshnjúkar består i huvudsak av gräsmarker.